# 1:1 화소 매핑

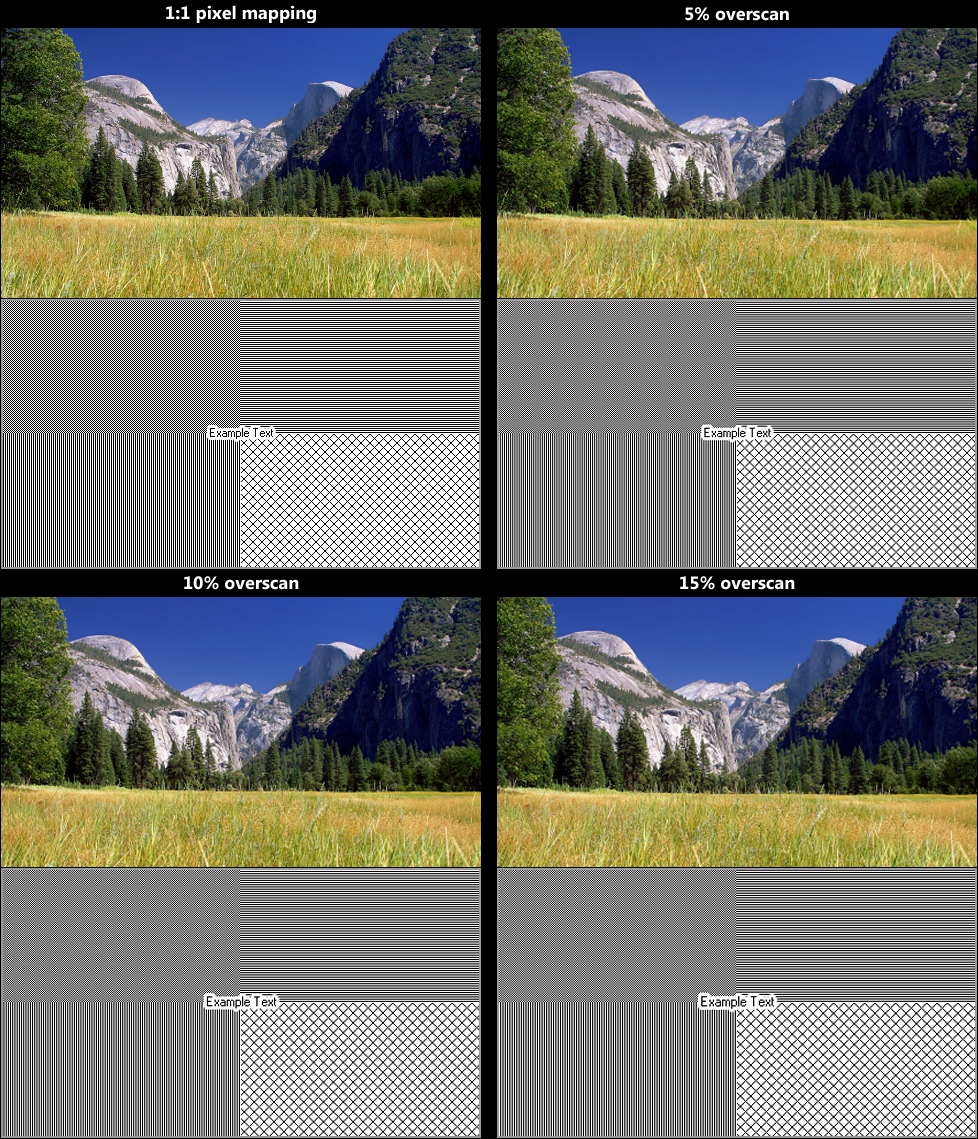
고정 화소 디스플레이에서 오버스캔의 효과 (전체 크기로 이미지를 보려면 효과를 확인하십시오.)

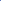
1x1 이미지의 예시.

1:1 화소 매핑 또는 1:1 픽셀 매핑(1:1 pixel mapping)은 LCD 모니터 및 플라스마 디스플레이와 같이 고정 화소를 가진 장치에 적용할 수 있는 비디오 디스플레이 기술이다. 1:1 화소 매핑으로 설정된 모니터는 입력 소스를 스케일링하지 않고 표시하므로, 수신된 각 화소가 모니터의 단일 고유 화소에 매핑된다. 이 기술은 스케일링 아티팩트로 인한 선명도 손실을 방지하며 일반적으로 늘림으로 인한 잘못된 화면비를 방지한다. 입력 해상도가 모니터의 기본 해상도보다 작으면 이미지 주위에 검은색 테두리가 생기게 된다(예: 레터박스 또는 윈도우박스).

## 같이 보기
- 오버스캔
- HD 레디 1080p

## 내용주
1. ↑  디스플레이와 입력의 화소 가로세로비가 다른 드문 경우(예: 정사각형 화소를 사용하지 않는 경우)는 제외